# Helga Hentschel

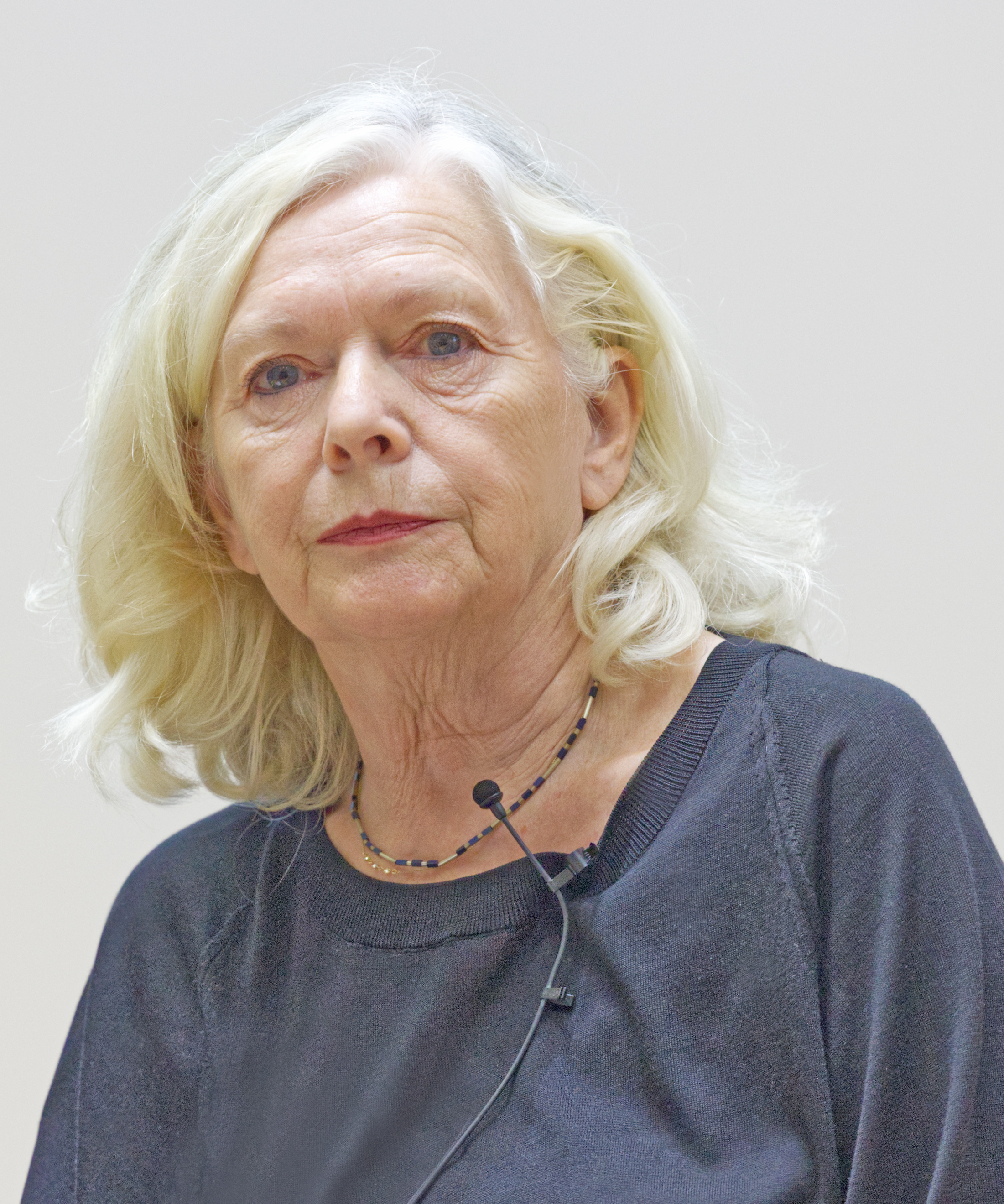
Hentschel (2023)

Helga Hentschel (* 30. Juni 1953 in Rheydt) ist eine deutsche Feministin und Politikerin (AL, Grüne). Sie war von 1987 bis 1989 Mitglied des Berliner Abgeordnetenhauses und von 1989 bis 1991 Staatssekretärin in der Senatsverwaltung für Frauen, Jugend und Familie.

## Leben
Hentschel studierte von 1977 bis 1982 Psychologie an der Freien Universität Berlin (FU). Anschließend war sie von 1982 bis 1987 als wissenschaftliche Mitarbeiterin im Fachbereich Philosophie und Sozialwissenschaften der FU tätig.
Im April 1987 rückte Hentschel für Michael Haberkorn in das Abgeordnetenhaus von Berlin nach, welchem sie bis 1989 angehörte. Sie übernahm die Aufgabe als frauenpolitische Sprecherin ihrer Fraktion. Anschließend war sie von 1989 bis 1991 Staatssekretärin bei der Senatorin für Frauen, Jugend und Familie Anne Klein. Nach ihrem Amt als Staatssekretärin übernahm sie in derselben Senatsverwaltung die Leitung der Abteilung für Frauen und Gleichstellung. Sie arbeitete in dieser Position bis zu ihrem Eintritt in den Ruhestand 2019.
Sie war zudem von Oktober 2017 bis 2019 Vorsitzende des Ausschusses für Frauen und Gleichstellungsangelegenheiten des Deutschen Städtetages.